# Caroline Alice Elgar
Caroline Alice Elgar (de Soltera; Roberts), conocida simplemente como Alice Elgar (Bhuj, Guyarat, India, 9 de octubre de 1848-Hampstead, Inglaterra, Reino Unido, 7 de abril de 1920), fue una novelista y poetisa inglesa, esposa del compositor Edward Elgar.

## Biografía

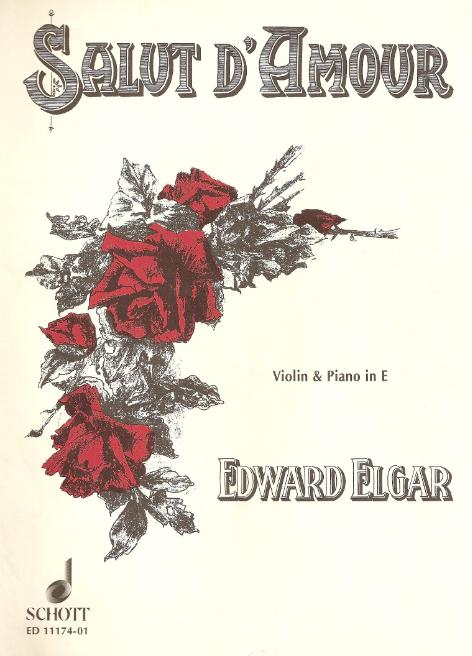
Portada de la edición de 1899 de Salut d'Amour, el regalo de bodas que le hizo Edward Elgar a su esposa.

Caroline Alice Roberts, conocida como Alice, nació en Bhuj (Guyarat, India), el 9 de octubre de 1848. Era la hija menor y única hija del general sir Henry Gee Roberts (1800-1860) y Julia Maria Raikes (1815-1887). Sus tres hermanos mayores fueron Albert Henry Roberts (nacido en 1839 y murió joven), Frederick Boyd Roberts (nacido en 1841) y Stanley Napier Roberts (nacido en 1844). Su padre servía en la India en el momento de la Rebelión de 1857 y murió cuando Alice tenía doce años. Alice era de familia distinguida: por parte materna, su abuelo fue el reverendo Robert Napier Raikes, su bisabuelo Robert Raikes fue uno de los fundadores de las Escuelas Dominicales y su tío Robert Napier Raikes fue general británico en el ejército de la India.
De niña estudió con el geólogo aficionado reverendo William Samuel Symonds y ellos y un grupo de amigos fueron a buscar fósiles en las orillas del río Severn. Alice escribió el índice de un libro escrito por él. Estudió piano con Ferdinand Kufferath en Bruselas y armonía con Charles Lloyd Harford. Hablaba con fluidez el alemán y también hablaba italiano, francés y español.
Cuatro años antes de conocer a Edward Elgar, publicó, bajo el nombre de Alice C. Roberts, una novela de dos volúmenes, Marchcroft Manor (1882). La experta en Elgar Diana McVeagh la describe como «brillante y entretenida, de hecho un cuento, con control del ritmo y de la situación, y un humor que bien podría sorprender a cualquiera que sólo supiera de Alice por sus versos, cartas y diario posteriores». McVeagh también señala que los primeros críticos han llamado la atención sobre la «disolución del radicalismo» en el libro.
En 1886, sus hermanos se habían alistado en el ejército y ella vivía con su madre viuda de edad avanzada en Hazeldine House en Redmarley (Worcestershire, ahora en Gloucestershire). Ese otoño, recibió clases de piano de acompañamiento con Edward Elgar, que era profesor de violín en la Escuela Superior de Worcester. Cuando su madre murió al año siguiente, se fue al extranjero por un tiempo antes de volver a establecerse en una casa en Malvern Link llamada Ripple Lodge y continuó con sus clases de piano. Se comprometió con su joven maestro, con la desaprobación de la gran parte de su familia, que consideraba a su novio un comerciante pobre, de una clase social más baja y que era ocho años más joven. Además, su familia era anglicana y él era católico.
Alice y Edward se casaron el 8 de mayo de 1889 en una ceremonia católica acortada en el Oratorio de Brompton. Como regalo de compromiso, Elgar le obsequió con una pieza corta para violín y piano titulada Salut d'Amour y ella le hizo entrega de uno de sus poemas «The Wind at Dawn». De su familia, sólo asistieron su primo William Raikes y su esposa Verónica, mientras que por parte del novio sólo estuvieron presentes sus padres y su amigo, el doctor Charles Buck. El desayuno nupcial fue en la casa cercana de una amiga de Alice, la señora Marshall (Elgar más tarde dedicó A Song of Autumn a su hija, «Miss Marshall»).
El matrimonio pasó su luna de miel de tres semanas en Ventnor en la Isla de Wight y luego regresaron a Londres para estar más cerca del centro de la vida musical británica. Aunque no tuvieron un hogar donde establecerse durante más de un año: primero vivieron en 3 Marloes Road, Kensington; posteriormente, el 29 de julio, volvieron a Saetermo, la espaciosa casa de Alice en Malvern, cuando se les acabó el contrato; y luego, en octubre, fueron a Oaklands (Fountain Road, Upper Norwood), la casa de los primos Raikes (que se la prestaron para el invierno 1890-1891), con la ventaja de estar cerca de los conciertos de The Crystal Palace, a los que Edward asistía cada vez que podía. Luego se mudaron a una casa adosada en 51 Avonmore Road, Kensington, donde nació su única hija, Carice Irene, el 14 de agosto de 1890. Sin embargo, la falta de trabajo de Edward les obligó a abandonar ese hogar y volvieron a Malvern Link, donde alquilaron la casa Forli en Alexandra Road, donde se esperaba que pudiera ganarse la vida como docente y director de conjuntos musicales locales.
Al comienzo de la Primera Guerra Mundial impartió clases de francés a un grupo de soldados privados en Chelsea Barracks durante un tiempo.

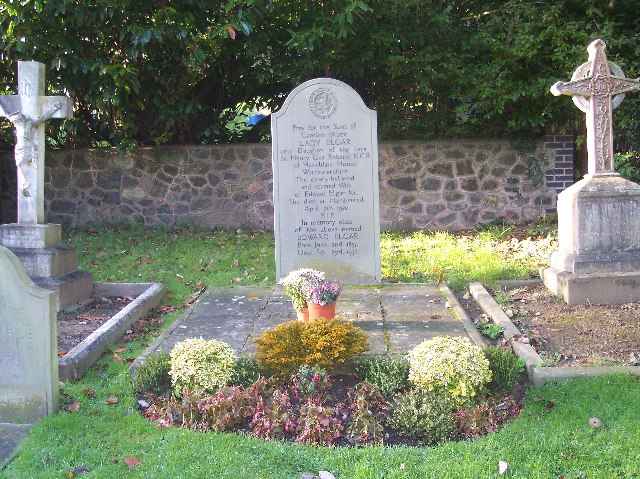
Tumba de Alice Elgar y su esposo Edward en la iglesia católica de San Wulstan en Little Malvern (Worcestershire, Inglaterra).

Falleció de cáncer de pulmón el 7 de abril de 1920, en su hogar de Severn House en 42 Netherhall Gardens en Hampstead. Su funeral se celebró en la iglesia católica de San Wulstan en Little Malvern tres días después. Entre los asistentes estaba el hermano de Alice, Napier Roberts. También asistieron amigos de Elgar como Frank Schuster, William Henry Reed y el doctor Charles Buck. Charles Villiers Stanford acudió pero solo pudo hablar con Reed antes de irse a llorar. En la galería de la iglesia, Reed, Albert Sammons, Lionel Tertis y Felix Salmond interpretaron el Cuarteto para cuerdas de Elgar.